# Casa consistorial (Avila)
La casa consistorial di Avila è l'edificio sede del municipio, ed è ubicata nella plaza del Mercado Chico, nel centro della città entro le mura, di fronte alla Chiesa di San Giovanni Battista.

## Storia
La sua costruzione risale agli ultimi anni del regno di Isabella II. Progettata dall'architetto municipale Ildefonso Vázquez di Zúñiga, fu costruita in un periodo compreso tra 1861 e 1868. Si trova al centro dei tre lati coricati della piazza, all'interno della città medioevale. Prese il posto di una precedente Casa consistorial situata nella stessa piazza e costruita nel XVI secolo. L'edificio, realizzato con linee sobrie si eleva su due piani: quello terreno porticato e il piano nobile munito di balconata. Ai lati sono presenti due torri e al centro della facciata c'è un orologio sormontato da due campane.